# Diverticulose
Diverticulose is het aanwezig zijn van divertikels. Diverticulose kan optreden in alle holle organen (darm, blaas, slokdarm, galblaas). Het kan op verschillende wijzen aanleiding geven tot klachten, maar dit hoeft niet.
Ontsteking van divertikels wordt diverticulitis genoemd. Hierbij gaat het meestal om diverticulitis van de dikke darm.
Men neemt aan dat divertikels, voor zover niet aangeboren, ontstaan door grote druk in het betreffende darmsegment. Dit komt NIET door persen bij de ontlasting, (omdat de druk die dan in de buikholte ontstaat niet van binnen in de darm naar buiten werkt, maar van buiten op de darm wordt uitgeoefend), maar door de eigen peristaltiek van de darm. Door hoge drukken in de darm bij de peristaltiek kunnen op bepaalde plaatsen in de darmwand van de dikke darm "zwakke" plaatsen ontstaan. Op deze plaatsen kunnen divertikels ontstaan door de druk in de darm, die het slijmvlies door gaten in de verzwakte spierlaag perst.
De uitstulping die zo ontstaat, zal niet meer verdwijnen. Het proces van het ontstaan van divertikels zou vergeleken kunnen worden met het oppompen van de binnenband van een fiets, waarbij op een zwakke plaats bij te hard oppompen de band meer uitrekt en een uitstulping ontstaat.
Bij diverticulose van de dikke darm zijn er kleine uitstulpingen ter grootte van een druif te vinden in de darmwand. Diverticulose komt meestal voor bij mensen ouder dan 40 jaar. In deze divertikels komt ontlasting vast te zitten en deze kan vrij gemakkelijk aanleiding geven tot een ontsteking (zie diverticulitis).
In de slokdarm optredende divertikels heten Zenker-divertikels, in de blaas heten ze blaasdivertikels